# Ophichthus frontalis
Ophichthus frontalis är en fiskart som beskrevs av Garman, 1899. Ophichthus frontalis ingår i släktet Ophichthus och familjen Ophichthidae. IUCN kategoriserar arten globalt som livskraftig. Inga underarter finns listade i Catalogue of Life.